# خدمات الطوارئ
خدمات الطوارئ وخدمات الإنقاذ هي الجهات المسؤولة عن الاستجابة السريعة للتعامل مع حالات الطوارئ عند وقوعها، وتشمل بشكل خاص فرق الإطفاء، والشرطة وخدمات الإسعاف. تشملُ هذه الفرق مختصي الرعاية الصحية قبل دخول المستشفى، مثل المُستجيب الأول للطوارئ، وفني الطوارئ الطبية، وتقني خبير بطب الطوارئ، والمُسعفين. بالإضافة إلى المجال الطبي، يُمكن أن تشمل خدمات الطوارئ ضباط الشرطة، ورجال الإطفاء، وغيرهم من فرق الإنقاذ.

## زمن الاستجابة
يُعتبر زمن الاستجابة هو المعيار الرئيسي لتقييم كفاءة خدمات الطوارئ، ويُشير إلى الوقت الذي يستغرقه المستجيبون للوصول إلى موقع الحادث بعد تلقي الحالة، حيثُ تُعد الاستجابة السريعة عامل رئيسي في فعالية نظام خدمات الطوارئ.

## الوظائف الرئيسية

### الشرطة
تُعتبر الاستجابة لحالات الطوارئ واحدة من أبرز وأشهر جوانب عمل الشرطة. يُخطط ويُنسق  المجلس الوطني للشرطة عمليات الاستجابة الطارئة للشرطة. تشملُ واجبات ضباط الشرطة الاستجابة لمكالمات الطوارئ، وتطبيق سياسات الشرطة المجتمعية لمنع الجرائم والاضطرابات، والحفاظ على النظام العام والأمن، وتطبيق قوانين المرور، والتنسيق مع ضباط المرور، والتحقيق في مسرح الجريمة، وإجراءات التحقيقات الأخرى المتعلقة بالجرائم الصغيرة ومساعدة السلطات الأخرى.

### رجل الإطفاء
رجل الإطفاء يؤدي مجموعة واسعة من المهام تتجاوز إخماد الحرائق، يشمل عمله التعامل مع المواد الخطرة، وحوادث الطرق، والطوارئ الطبية، والفيضانات وإنقاذ الأشخاص والحيوانات. يساهم رجل الإطفاء في الوقاية من الحوادث من خلال العمل مع المجتمع المحلي على تركيب أجهزة كشف الدخان، وتقديم المشورة للشركات حول الوقاية من الحرائق والتعاون مع الجهات الأمنية للحد من حوادث الطرق.

### المُستجيب الأول
المُستجيب الأول يمثل العمود الفقري لخدمات الطوارئ، فهو أول من يصل إلى موقع الحادث أو الكارثة الطبيعية أو حالة الطوارئ، مما يجعله دائماً على استعداد لحماية المجتمع.

### المُستجيب الأول للطوارئ
هو فرد مدرب وذو مهارات عالية  يقدم التقييم الطبي، والعلاج والمساعدة الأولية العاجلة.

## خدمات الطوارئ الأخرى
يمكن أن تقدم هذه الخدمات إحدى مؤسسات الخدمات الأساسية أو إدارة حكومية مستقلة أو هيئة خاصة.
- الجيش: يقدم خدمات خاصة، مثل إبطال مفعول القنابل أو دعم خدمات الطوارئ في أوقات الكوارث الكبرى أو النزاع المدني أو ارتفاع الطلب على خدمات الطوارئ.
- خفر السواحل: يوفر الدوريات الساحلية ويحافظ على الأمن البحري، وكذلك المشاركة في عمليات البحث والإنقاذ
- قارب النجاة:متخصص في تقديم خدمات الإنقاذ بقوارب النجاة التي تكون عادةً في البحر، مثل التي تقدمها مؤسسة قوارب النجاة الوطنية الملكية في المملكة المتحدة.
- الإنقاذ في الجبال: تقدم خدمات البحث والإنقاذ في المناطق الجبلية، وأحيانًا في البيئات البرية الأخرى.
- الإنقاذ داخل الكهوف: لإنقاذ الجرحى أو المحاصرين أو المفقودين أثناء عمليات استكشاف الكهوف.
- الإنقاذ داخل المناجم: يقدمها فريق مدرب ومجهز بشكل خاص لإنقاذ عمال المناجم الذين حاصرتهم الحرائق والانفجارات والانهيارات والغازات السامة والفيضانات، وغيرها.
- الإنقاذ الفني: يقدم أنواعًا أخرى من الإنقاذ الفني أو الثقيل، لكنه عادةً ما يكون خاصًا بمناطق معينة، مثل الماء السريع.
- البحث والإنقاذ: يمكن أن يكون في مناطق معينة، مثل المناطق الحضرية والبراري والبحرية، وغيرها.
- إطفاء حرائق الغابات: تعمل على إخماد واكتشاف والسيطرة على حرائق الغابات ومناطق البراري الأخرى.
- إبطال مفعول القنابل: تعمل على إبطال مفعول الذخائر المتفجرة الخطرة، مثل المعدات الإرهابية أو القنابل التي زرعت أثناء الحرب ولم تنفجر.
- إمداد الدم وزراعة الأعضاء: توفير الأعضاء أو الدم في حالة الطوارئ، مثل مركز خدمات نقل الدم الوطني  في المملكة المتحدة.
- إدارة الطوارئ: توفير وتنسيق الموارد أثناء حالات الطوارئ الواسعة النطاق.
- هواة اللاسلكي للاتصالات في حالات الطوارئ: تقديم دعم الاتصالات بخدمات الطوارئ الأخرى، مثل شبكة راديو الهواة في حالات الطوارئ  في المملكة المتحدة.
- المواد الخطرة: التخلص من المواد الخطرة.
- البحث الجوي: يقدم خدمة تحديد الموقع جوًا لخدمات الطوارئ، مثل التي قدمتها دورية الطيران المدني في الولايات المتحدة أو سكاي ووتش (Sky Watch) في المملكة المتحدة.

### خدمات الطوارئ المدنية
تتجاوب هذه المجموعات والمنظمات مع حالات الطوارئ وتقدم الخدمات الأخرى المتعلقة بالسلامة، إما كجزء من مهام العمل أو كجزء من الرسالة الأساسية لعملهم أو اهتماماتهم أو كجزء من هواياتهم.
- المرافق العامة: الحفاظ على الغاز والكهرباء والمياه، ويحتمل أن تشكل جميعها خطرًا في حالة انهيار البنية التحتية.
- خدمة الطوارئ على الطرق: توفر إصلاح أو قطر المركبات المعطلة أو المحطمة على الطرق.
- ضباط المرور المدنيون: مثل التي تديرها وكالة الطرق السريعة في المملكة المتحدة لتسهيل الإخلاء وتدفق حركة المرور في حوادث الطرق
- الخدمات الاجتماعية الطارئة.
- فرق التصدي للطوارئ المجتمعية: تساعد في تنظيم المرافق، مثل مراكز الاستراحة أثناء حالات الطوارئ الكبيرة.
- الإغاثة في حالات الكوارث: مثل الخدمات التي يقدمها الصليب الأحمر وجيش الخلاص.
- فرق الإغاثة من المجاعة.
- مجموعات هواة اللاسلكي: تقدم دعم الاتصالات في حالات الطوارئ
- مكافحة السموم: توفر الدعم التخصصي لحالات التسمم
- السيطرة على الحيوانات: يمكن أن تساعد أو تقود عمليات الإغاثة لحالات الطوارئ تتضمن حيوانات

### خدمات الطوارئ بمواقع محددة
تمتلك بعض المواقع خدمات الطوارئ المخصصة لها، وبينما لا يمنع ذلك بالضرورة الموظفين من استخدام مهاراتهم خارج هذه المنطقة (أو الاستعانة بهم لدعم خدمات الطوارئ الأخرى خارج منطقتهم)، فإنهم يركزون في المقام الأول على سلامة أو أمن منطقة جغرافية معينة.
- حراس الغابات: يهتمون بالعديد من حالات الطوارئ داخل منطقتهم، بما في ذلك مشكلات الحرائق والمشكلات الطبية والأمنية
- المنقذون البحريون: منوط بهم الاهتمام بحالات الطوارئ في المنطقة التي تقع في نطاق مسؤوليتهم، والتي عادةً ما تكون حمام سباحة أو شاطئًا أو منطقة مياه مفتوحة